# Wola Wielka (Lubaczów)
Pour l’article homonyme, voir Wola Wielka.
Wola Wielka est une localité polonaise de la gmina de Narol, située dans le powiat de Lubaczów en voïvodie des Basses-Carpates.